# Robert Gordon-Finlayson
Sir Robert Gordon-Finlayson, britanski general, * 15. april 1881, † 23. maj 1956.